# 에피텐드
에피텐드는 대한민국의 가수다. 2018년 싱글 《Bitvh Please》로 정식 데뷔했다.

## 방송
- 쇼미더머니 8 (2019) - Top31